# Lee Hae-in (Eiskunstläuferin)
Lee Hae-in (koreanisch 이해인; * 16. April 2005 in Daejeon) ist eine südkoreanische Eiskunstläuferin, die im Einzellauf antritt. Sie ist die Vier-Kontinente-Meisterin des Jahres 2023.

## Sportliche Karriere
Lee Hae-in begann 2013 mit dem Eiskunstlauf. 2017 nahm sie zum ersten Mal an den Südkoreanischen Meisterschaften teil und belegte den 9. Platz. In den folgenden vier Jahren gewann sie drei Bronzemedaillen und eine Silbermedaille bei den Koreanischen Meisterschaften.

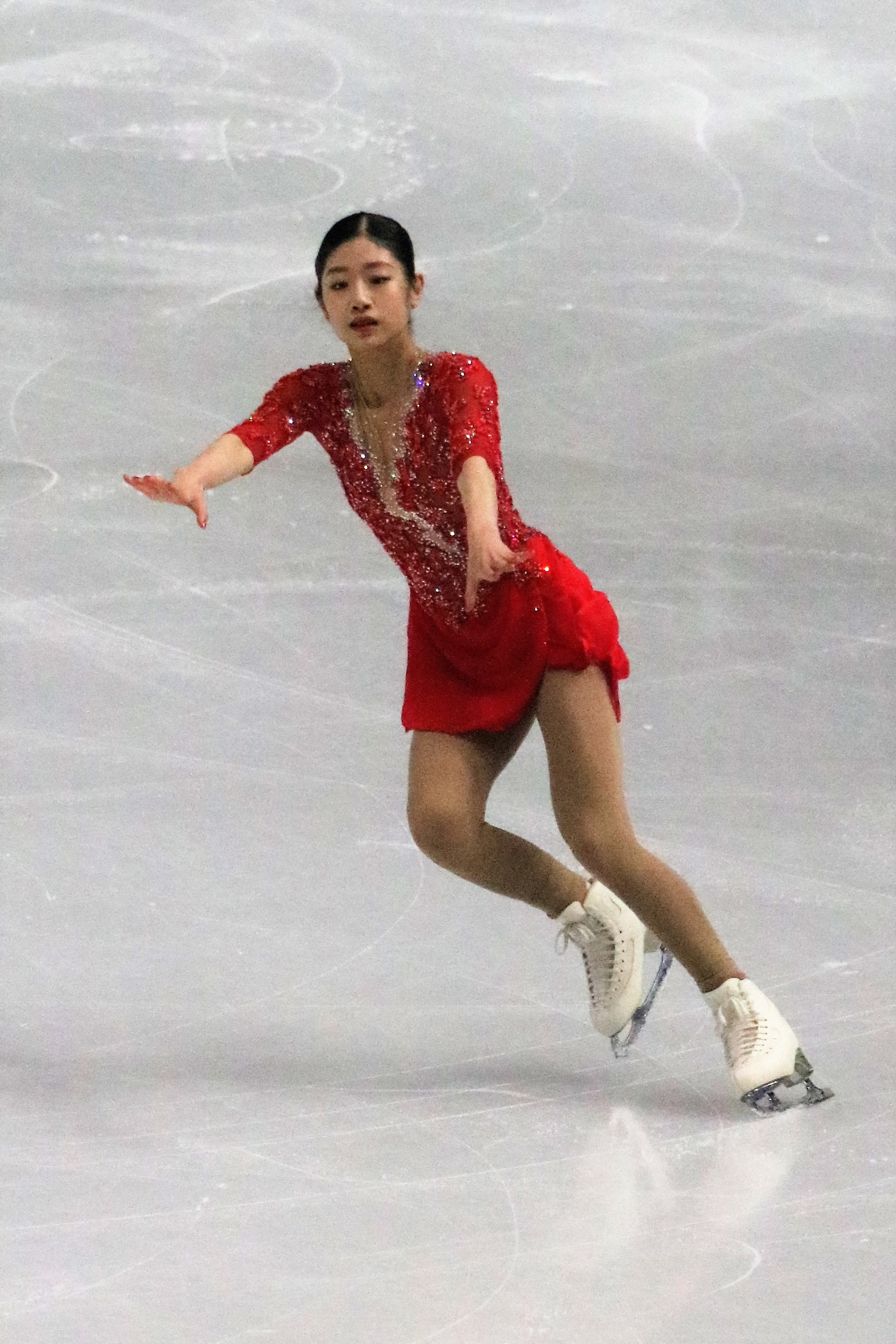
Lee Hae-in im Junior-Grand-Prix-Finale 2019

Parallel nahm sie an Juniorenwettbewerben teil. In der Saison 2018/19 nahm sie zum ersten Mal an der Junioren-Grand-Prix-Serie teil. Beim Junior Grand Prix in Slowenien erreichte sie den 3., in Österreich den 4. Platz. In der Saison 2019/20 gewann Lee in beim Junior Grand Prix in Lettland und Kroatien jeweils die Goldmedaille, womit sie erstmals für das Finale qualifiziert war. Dort erreichte sie den 5. Platz. Bei den Juniorenweltmeisterschaften erreichte sie 2019 den 8., 2020 den 5. Platz.
Lees Debüt in internationalen Wettbewerben der Erwachsenen war ihre Teilnahme an den Weltmeisterschaften 2021. Sie trat mit einem Kurzprogramm zu Franz Schuberts Ave Maria und einer Kür zur Filmmusik von Black Swan an und belegte den 10. Platz. Für die Saison 2021/22 behielt sie ihr Kurzprogramm bei und ersetzte die Kür durch Homage to Korea von Ji Pyeong Kwon, wie auch ihre vorherigen Programme choreografiert von Shin Yea-ji. In dieser Saison wurde Lee zum ersten Mal zur Grand-Prix-Serie eingeladen. Sie erreichte bei Skate Canada den 7., bei den Internationaux de France den 10. Platz. 2022 nahm sie zum ersten Mal an den Vier-Kontinente-Meisterschaften teil, wo sie mit einer persönlichen Bestleistung von 213,52 Punkten hinter der Japanerin Mai Mihara und vor der Koreanerin Kim Ye-lim die Silbermedaille gewann. Bei den Weltmeisterschaften 2022 in Montpellier vertrat sie Südkorea gemeinsam mit You Young. Sie erreichte den 7. Platz.
In der Saison 2022/23 trat Lee mit einem Kurzprogramm zu Storm, einer Komposition des kanadischen Eiskunstläufers Eric Radford, mit einer Choreografie von Tom Dickson und einer Kür zum Musical Das Phantom der Oper mit einer Choreografie von Shae-Lynn Bourne an. Sie erhielt erneut zwei Einladungen in die Grand-Prix-Serie und erreichte bei beiden den 4. Platz. Bei den Südkoreanischen Meisterschaften gewann sie erneut die Bronzemedaille. Zusammen mit Kim Ye-lim und Kim Chae-yeon vertrat sie Südkorea bei den Vier-Kontinente-Meisterschaften 2023. Im Kurzprogramm platzierte sie sich hinter ihren beiden Teamkolleginnen, allerdings mit geringem Punkteabstand, auf dem 6. Platz. In der Kür erzielte sie mit 4 Punkten Abstand zur nächstplatzierten Mone Chiba aus Japan das beste Ergebnis und gewann so die Goldmedaille. Bei der Weltmeisterschaft gewann Lee mit persönlichen Bestleistungen in beiden Segmenten die Silbermedaille. Auch hier erzielte sie das beste Ergebnis in der Kür vor der Titelverteidigerin Kaori Sakamoto.

## Ergebnisse
| Meisterschaft / Saison                             | 17/18 | 18/19 | 19/20 | 20/21 | 21/22 | 22/23 | 23/24 |
| -------------------------------------------------- | ----- | ----- | ----- | ----- | ----- | ----- | ----- |
| Weltmeisterschaften                                |       |       |       | 10.   | 7.    | 2.    |       |
| Vier-Kontinente-Meisterschaften                    |       |       |       |       | 2.    | 1.    |       |
| Südkoreanische Meisterschaften                     | 9.    | 3.    | 2.    | 3.    | 3.    | 3.    |       |
| Grand-Prix-Serie / Saison                          | 17/18 | 18/19 | 19/20 | 20/21 | 21/22 | 22/23 | 23/24 |
| Internationaux de France                           |       |       |       |       | 10.   | 4.    | 4.    |
| Skate America                                      |       |       |       |       |       | 4.    |       |
| Skate Canada                                       |       |       |       |       | 7.    |       |       |
| Challenger-Serie + Sonstige / Saison               | 17/18 | 18/19 | 19/20 | 20/21 | 21/22 | 22/23 | 23/24 |
| Ondrej Nepela Memorial                             |       |       |       |       |       | 3.    | 2.    |
| Finlandia Trophy                                   |       |       |       |       | Z     | 4.    |       |
| Egna Spring Trophy                                 |       |       |       |       | 2.    |       |       |
| Triglav Trophy                                     |       |       |       |       | 1.    |       |       |
| Juniorenwettbewerb / Saison                        | 17/18 | 18/19 | 19/20 | 20/21 | 21/22 | 22/23 | 23/24 |
| Juniorenweltmeisterschaften                        |       | 8.    | 5.    |       | Z     |       |       |
| Junior Grand Prix – Finale                         |       |       | 5.    |       |       |       |       |
| Junior Grand Prix Österreich                       |       | 4.    |       |       |       |       |       |
| Junior Grand Prix Kroatien                         |       |       | 1.    |       |       |       |       |
| Junior Grand Prix Lettland                         |       |       | 1.    |       |       |       |       |
| Junior Grand Prix Slowenien                        |       | 3.    |       |       |       |       |       |
| Asian Open                                         |       | 1.    |       |       |       |       |       |
| Winter Children of Asia International Sports Games |       | 5.    |       |       |       |       |       |
| Z = Teilnahme zurückgezogen                        |       |       |       |       |       |       |       |